# محمد عودة (متشدد)
محمد صادق عودة (ولد في 1 مارس 1965) هو متشدد فلسطيني وأحد أعضاء القاعدة الأربعة السابقين الذين حكم عليهم بالسجن المؤبد في عام 2001 لضلوعهم في تفجيرات السفارات الأمريكية عام 1998. إنه في سجن شديد الحراسة يعرف ب إي دي إكس فلورنسا.